# Kroatië op de Olympische Winterspelen 2014
Kroatië nam deel aan de Olympische Winterspelen 2014 in Sotsji, Rusland.
Van de elf deelnemers (zeven mannen en vier vrouwen) die Kroatië vertegenwoordigden bij de zevende deelname van het land aan de Winterspelen, nam alpineskiër Ivica Kostelić voor de vierde opeenvolgende keer deel. De eveneens alpineskiërs Dalibor Šamšal en Natko Zrnčić-Dim namen voor de derde keer deel en Sofija Novoselić voor de tweede keer.
Van de landen die een medaille veroverden op deze Spelen was Kroatië het land met het minste aantal deelnemers. De enige medaille voor Kroatië werd gewonnen door Ivica Kostelić op het onderdeel combinatie. Voor hem was het de derde zilveren medaille op rij op dit onderdeel en zijn vierde in totaal, in 2010 won hij ook nog zilver op de slalom.

## Medailleoverzicht
| Sport       | Olympiër       | Onderdeel      | Medaille |
| ----------- | -------------- | -------------- | -------- |
| Alpineskiën | Ivica Kostelić | combinatie (m) | Zilver   |

## Deelnemers en resultaten
(m) = mannen, (v) = vrouwen 

### Alpineskiën
| Olympiër           | Onderdeel        | Resultaat | Prestatie                                                            |
| ------------------ | ---------------- | --------- | -------------------------------------------------------------------- |
| Sebastian Brigović | reuzenslalom (m) | 34e       | 1e run: 1.25,82 (38e) 2e run: 1.26,43 (35e) totaal: 2.52,25 (+6,96)  |
| Ivica Kostelić     | combinatie (m)   | Zilver    | afdaling: 1.54,17 (7e) slalom: 51,37 (3e) totaal: 2.45,54 (+0,34)    |
| Ivica Kostelić     | reuzenslalom (m) | 27e       | 1e run: 1.23,87 (30e) 2e run: 1.25,81 (27e) totaal: 2.49,68 (+4,39)  |
| Ivica Kostelić     | slalom (m)       | 9e        | 1e run: 48,75 (21e) 2e run: 55,36 (8e) totaal: 1.44,11 (+2,27)       |
| Ivica Kostelić     | super g (m)      | 24e       | 1.20,19 (+2,05)                                                      |
| Dalibor Šamšal     | slalom (m)       | 18e       | 1e run: 50,71 (36e) 2e run: 58,28 (18e) totaal: 1.48,99 (+7,15)      |
| Matej Vidović      | slalom (m)       | 28e       | 1e run: 1.51,74 (42e) 2e run: 1.06,07 (33e) totaal: 1.57,81 (+15,97) |
| Natko Zrnčić-Dim   | combinatie (m)   | 10e       | afdaling: 1.55,26 (19e) slalom: 51,80 (6e) totaal: 2.47,06 (+1,86)   |
| Natko Zrnčić-Dim   | afdaling (m)     | 29e       | 2.09,80 (+3,57)                                                      |
| Natko Zrnčić-Dim   | slalom (m)       | DNF-2     | 1e run: 50,64 (35e) 2e run: niet gefinisht                           |
| Natko Zrnčić-Dim   | super g (m)      | 19e       | 1.19,75 (+1,61)                                                      |
| Filip Zubčić       | reuzenslalom (m) | DNF       | 1e run: niet gefinisht                                               |
|                    |                  |           |                                                                      |
| Andrea Komšić      | reuzenslalom (v) | 35e       | 1e run: 1.24,24 (38e) 2e run: 1.22,37 (35e) totaal: 2.46,61 (+9,74)  |
| Andrea Komšić      | slalom (v)       | 33e       | 1e run:1.00,82 (39e) 2e run: 1.57,78 (32e) totaal: 1.58,60 (+14,06)  |
| Sofija Novoselić   | reuzenslalom (v) | DNF       | 1e run: 1.24,25 (39e) 2e run: niet gefinisht                         |
| Sofija Novoselić   | slalom (v)       | DNF       | 1e run: niet gefinisht                                               |

### Langlaufen
| Olympiër      | Onderdeel             | Resultaat | Prestatie                                                                       |
| ------------- | --------------------- | --------- | ------------------------------------------------------------------------------- |
| Edi Dadić     | sprint (m)            | 69e       | kwalificatie: 3.52,89 (+24,54)                                                  |
| Edi Dadić     | 15 km klassiek (m)    | 60e       | 43.38,8 (+5.09,1)                                                               |
| Edi Dadić     | 30 km skiatlon (m)    | 65e       | 1:19.31,5 (+11.16,1) klassieke stijl: 41.08,0 (66e), vrije stijl: 37.48,5 (65e) |
| Edi Dadić     | 50 km vrije stijl (m) | 58e       | 2:02.35,5 (+15.40,3)                                                            |
|               |                       |           |                                                                                 |
| Vedrana Malec | sprint (v)            | 61e       | kwalificatie: 2.54,60 (+22,53)                                                  |
| Vedrana Malec | 10 km klassiek (v)    | 59e       | 33.42,3 (+5.24,5)                                                               |
| Vedrana Malec | 15 km skiatlon (v)    | 59e       | 45.52,1 (+7.18,5) klassieke stijl: 22.23,2 (58e), vrije stijl: 22.50,1 (59e)    |
| Vedrana Malec | 30 km vrije stijl (v) | 53e       | 1:24.13,4 (+13.08,2)                                                            |

### Snowboarden
| Olympiër     | Onderdeel    | Resultaat | Prestatie                                |
| ------------ | ------------ | --------- | ---------------------------------------- |
| Morena Makar | halfpipe (v) | 24e       | kwalificatie heat 1: 44.75 / 22.75 (13e) |